# 여자도
여자도(汝自島)는 순천만 중심에 있는 여수시 화정면 여자리의 섬이다.